# Ernst Bernheim
Ernst Bernheim (* Hamburgo, 19 de Fevereiro de 1850; † Greifswald, 3 de Março de 1942) foi um historiador alemão. 
Tendo terminado os estudos escolares em Hamburgo, Bernheim frequentou as universidades de Berlim e de Heidelberg. Posteriormente, em 1873, doutorou-se na Universidade de Estrasburgo, sob a orientação de Julius Weizsäcker, e, em 1875, habilitou-se na Universidade de Göttingen, sob a orientação de Georg Waitz.
De 1883 até a sua aposentadoria em 1921, foi professor de história medieval na Universidade de Greifswald, da qual também  foi reitor em 1899.
A sua publicação mais conhecida foi o Manual do método histórico (Lehrbuch der historischen Methode), de 1889. Este livro contou com diversas edições e reimpressões tanto na Alemanha quanto nos Estados Unidos da América. A partir da terceira edição, em 1903, passou a se intitular Manual do método histórico e da filosofia da história. Em 1907, o mesmo livro foi publicado em tradução italiana sob o título de La storiografia e la filosofia della storia: manuale del metodo storico e della filosofia della storia (trad. Paolo Barbati, Milano).
De ascendência judaica, Bernheim converteu-se em 1886 ao protestantismo.